# Corallana furcilla
Corallana furcilla is een pissebed uit de familie Corallanidae. De wetenschappelijke naam van de soort is voor het eerst geldig gepubliceerd in 1955 door Barnard.